# 科亚马岛
科亚马岛（Koyama；亦作Koyaama、Kunyama Kundeeq、Kwayama、Coiama、Jasiira Koiama）是索马里南部朱巴蘭的一个岛屿 ，长5.3千米，宽2千米，是巴朱尼群岛的第二大岛。